# Vecchia chiesa della Beata Vergine Assunta (San Giorgio su Legnano)
La vecchia chiesa della Beata Vergine Assunta è stato un edificio religioso di San Giorgio su Legnano, comune della città metropolitana di Milano, in Lombardia. Il primo documento scritto in cui viene citata la chiesa è datato 1750: secondo alcuni studi, la sua edificazione risalirebbe al XVII secolo. Dedicata a santa Maria Assunta e avente funzione di chiesa parrocchiale, fu sconsacrata nel 1936 e demolita nel 1974. Venne sostituita nel 1935 da una nuova e omonima chiesa dedicata alla Beata Vergine Assunta.

## Storia
Fino al XVI secolo San Giorgio su Legnano dipendeva, da un punto di vista religioso, dalla parrocchia della vicina Canegrate. Questa sussidiarietà era presente nonostante la comunità religiosa sangiorgese fosse dotata di una chiesa propria, eretta nel 1393 e dedicata a san Giorgio. 

Abside della vecchia chiesa parrocchiale della Beata Vergine Assunta

L'unica traccia documentata che attesti l'esistenza di questo edificio religioso è collegata ad un'iscrizione su mattone che è stato trovato durante alcuni scavi effettuati presso la chiesa del Santissimo Crocifisso nel 1769. Don Giacomo Gerli, parroco di San Giorgio su Legnano dal 1849 al 1880, documentò così questo ritrovamento:
(Note di don Giacomo Gerli, archivio parrocchiale)
La fondazione di una parrocchia di San Giorgio è datata 12 dicembre 1549. La richiesta formale dei sangiorgesi per ottenere l'autonomia religiosa da Canegrate, che è conservata nell'archivio parrocchiale, recita:
(Archivio parrocchiale)

Una fase della demolizione della vecchia chiesa parrocchiale di San Giorgio su Legnano

La nuova chiesa parrocchiale fu poi realizzata nella piazza principale del centro abitato (la moderna piazza Mazzini, che fino alla prima parte del XX secolo era denominata piazza Grande) nel XVII secolo. Il primo documento scritto in cui viene citata la chiesa è datato 1750, anno in cui vennero eseguiti lavori di ampliamento. In questa nota dell'archivio parrocchiale si può leggere:
(Archivio parrocchiale)

La vecchia chiesa parrocchiale della Beata Vergine Assunta

L'antica chiesa parrocchiale di San Giorgio su Legnano smise di essere riferimento della comunità religiosa locale nell'ottobre del 1934, quando fu consacrata una nuova e omonima chiesa dedicata alla Beata Vergine Assunta. La vecchia chiesa venne chiusa al culto nell'ottobre del 1934 e fu sconsacrata con decreto arcivescovile il 24 febbraio 1936. La parrocchia di San Giorgio vendette l'edificio religioso il 9 gennaio 1948. L'antica chiesa parrocchiale della Beata Vergine Assunta venne poi demolita nel 1974.

## Architettura e opere artistiche

Gli affreschi della vecchia chiesa parrocchiale di San Giorgio su Legnano situati sulla parete laterale sinistra

L'antica chiesa della Beata Vergine Assunta, che aveva uno stile architettonico barocco, era dotata di un'unica navata e di alcune cappelle laterali. L'abside era decorata da affreschi. La facciata aveva una fattura semplice ed era impreziosita da lesene. Alla sinistra della facciata era presente il campanile, mentre alla sua destra era collocato l'oratorio di san Luigi.
Per quanto riguarda le opere pittoriche, su alcune note dell'archivio parrocchiale possiamo leggere:

Gli affreschi della vecchia chiesa parrocchiale di San Giorgio su Legnano situati sulla parete laterale destra

(Archivio parrocchiale)
(Archivio parrocchiale)
(Archivio parrocchiale)

### Esplicative
1. ↑  Ossia: "1393 - 26 maggio - è la prima chiesa costruita in questo Comune Sotena a Gloria di Dio e di san Giorgio e fu consacrata dal reverendo arcivescovo.

### Bibliografiche
1. 1 2   "Crocifisso", la chiesa delle genti, in San Giorgio su Legnano – Periodico di vita cittadina a cura dell'Amministrazione comunale, n. 14, aprile 2007,  pp. 22-24.
2. 1 2 3 4 5 6 7 8 9 10 11 12 13  San Giorgio ieri - In mostra circa duecento vecchie foto, Biblioteca Popolare "La Sorgente", San Giorgio su Legnano
3. ↑  Agnoletto, p. 33.
4. ↑  Agnoletto, pp. 125-126.
5. ↑   Pieve di San Magno, 1584 - 1971, su lombardiabeniculturali.it. URL consultato il 5 aprile 2017.
6. 1 2   Dal sito istituzionale del Comune di San Giorgio su Legnano - Le chiese, su sangiorgiosl.org. URL consultato il 5 aprile 2017 (archiviato dall'url originale il 18 gennaio 2012).